# Santuario della Madonna Incoronata
Il santuario della Madonna Incoronata è un santuario cattolico di Borgo Incoronata, frazione della città di Foggia, dove si venera l'effigie della beata Maria Vergine Incoronata, una Madonna Nera.

## Storia
La prima apparizione della Madonna avvenne, secondo la tradizione, nell'aprile del 1001, a un conte di Ariano e a un pastore nel bosco del Cervaro, a sud di Foggia.
Nei pressi dell'albero dove l'apparizione era avvenuta il pastore riempì una "caldarella" con una "mesata" di olio e ne realizzò una lampada votiva che ancora oggi, per devozione popolare, continua ad ardere nel santuario. Immediatamente fu costruita una chiesetta, che poi divenne un vero e proprio complesso con annesso monastero. Nel XIX secolo fu ampiamente ristrutturato, come dimostrano immagini storiche, avente un aspetto neoclassico con porticato laterale per l'accesso dei fedeli.

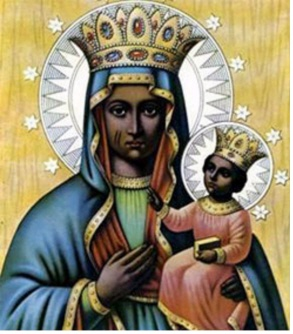
Icona votiva della Madonna Nera

Nel 1950 iniziarono i lavori per la costruzione dell'odierno santuario, con campanile alto 57 m, e della annessa "opera don Orione". 
Nel marzo del 1978 papa Paolo VI lo elevò alla dignità di basilica minore.

## Celebrazioni
La "festa dell'apparizione" ricorre l'ultimo sabato di aprile, preceduta dalla "cavalcata degli angeli" il venerdì antecedente e dalla "vestizione" e dall'"incoronazione" della venerata statua il mercoledì precedente.
In occasione della festa si rinnova il rito dell'offerta dell'olio per la lampada, donato da uno dei comuni in cui è particolarmente viva la devozione all'immagine sacra. Anche la veste con cui il vescovo riveste ogni anno la statua, che la indossa per tutto l'anno successivo, viene donata ogni anno da una comunità diversa.